# Dorbignysuchus
Dorbignysuchus — вимерлий рід дирозавридів крокодилоподібних, відомих із палеоценової формації Санта-Лусія в Болівії. Він містить один вид, Dorbignysuchus niatu.